# ویدا داودی

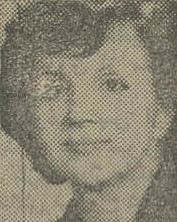
داودی

ویدا داودی (گروسیان) کارمند تلویزیون ملی ایران و نماینده مجلس شورای ملی در دوره بیست و چهارم از حوزه انتخابی شهر تهران بود. پس از انقلاب ۱۳۵۷، اموالش توسط دولت جمهوری اسلامی تصرف شد.